# 傅俊

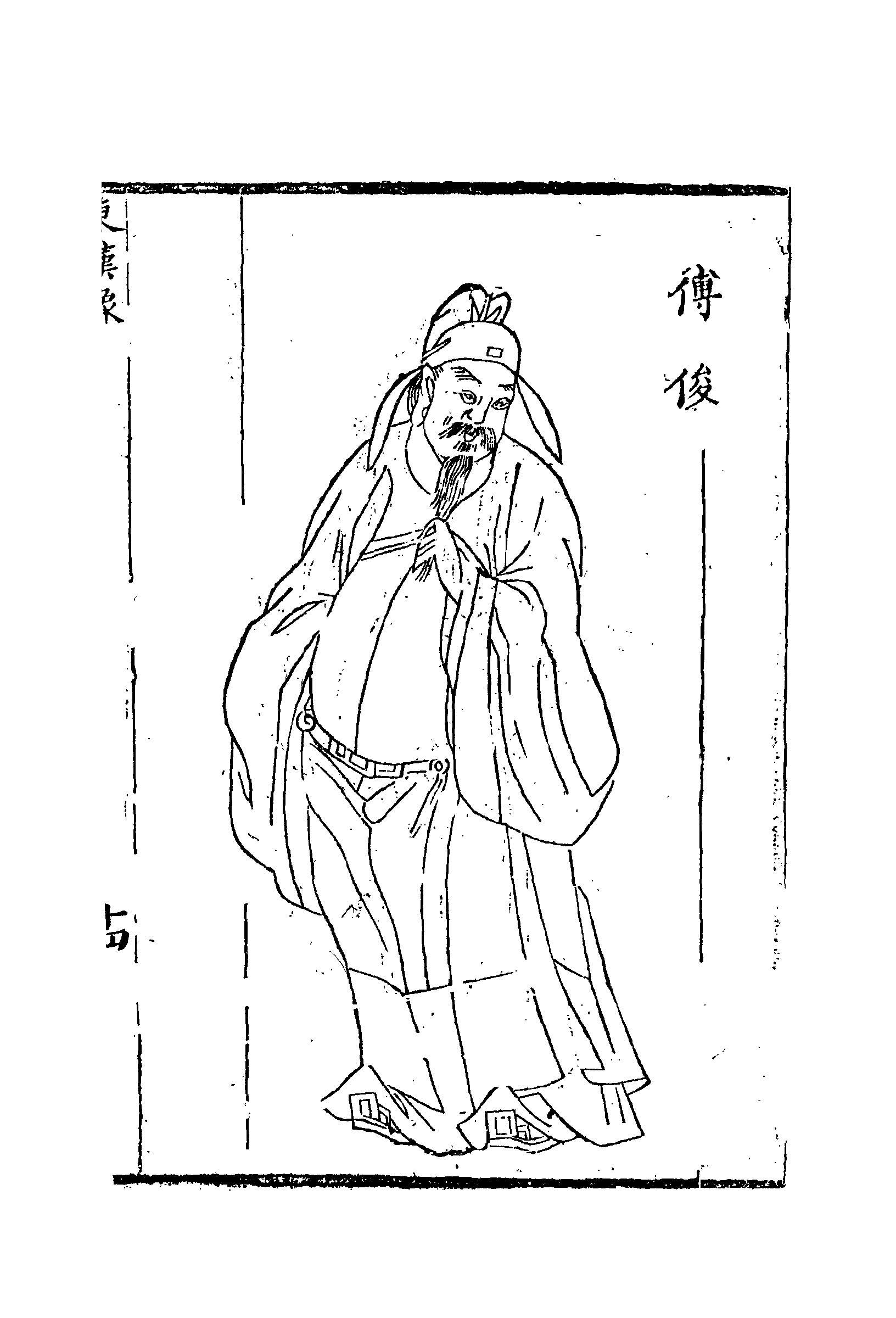
傅俊

傅俊（前1世紀？—31年）。字子衛，穎川襄城人，东汉武将。汉光武帝的功臣，雲台二十八将第21位（《後漢書》列传12）。
王莽时代，劉秀攻襄城時，为县之亭長出迎汉军，被任命为校尉。新朝的襄城县令殺死了傅俊母弟一族。昆陽之战大破新朝大司徒王尋，升任偏将軍。作为別働隊随鄧晨共破京密二城。劉秀命傅俊归故乡安葬家族。劉秀攻打河北时傅俊率賓客十数人在邯鄲合军。
建武元年（25年），劉秀即位時，傅俊为侍中，成为迎接陰麗華的使者。建武2年（26年），封昆陽侯。建武3年（27年），为積弩将軍，随征南大将軍岑彭破黎丘乡秦丰，又派遣到揚州，平定江东。被郅惲劝说後，开始严明军纪，百姓悦服。
建武7年（31年），傅俊去世，谥号威侯。子傅昌，孫傅鐵。

## 延伸阅读
[在维基数据编辑]
 《後漢書/卷22》，出自范晔《後漢書》
 《東觀漢記》
 在维基共享资源阅览影像